# Église Saint-Pierre de Lussant
L'église Saint-Pierre est une église de style roman saintongeais située à Lussant en Saintonge, dans le département français de la Charente-Maritime en région Nouvelle-Aquitaine.

## Historique
L'église Saint-Pierre fut construite en style roman au XIIe siècle.

## Description
L'église Saint-Pierre est édifiée en pierre de taille assemblée en grand appareil régulier et couverte de tuiles canal de couleur rouge-orange.
Elle est dominée par la silhouette massive de sa tour carrée, soutenue par des contreforts aux angles, percée sur chaque face de deux fines baies géminées et couronnée d'une rangée continue de corbeaux. 
À l'est, l'église présente un chevet roman composé d'une travée de chœur et d'une abside semi-circulaire unique rythmée par des colonnes engagées qui prennent appui sur un petit soubassement et divisent la maçonnerie du chevet en cinq pans dont plusieurs sont percés d'une fine fenêtre cintrée.
À l'ouest, la nef, très courte, est percée d'un modeste portail en arc légèrement brisé et de fenêtres de formes variables (cintrée ou rectangulaire) et présente des traces de réfection dans la partie haute de son mur méridional.

## Protection
L'église Saint-Pierre fait l'objet d'une inscription au titre des monuments historiques depuis le 14 juin 1928 .

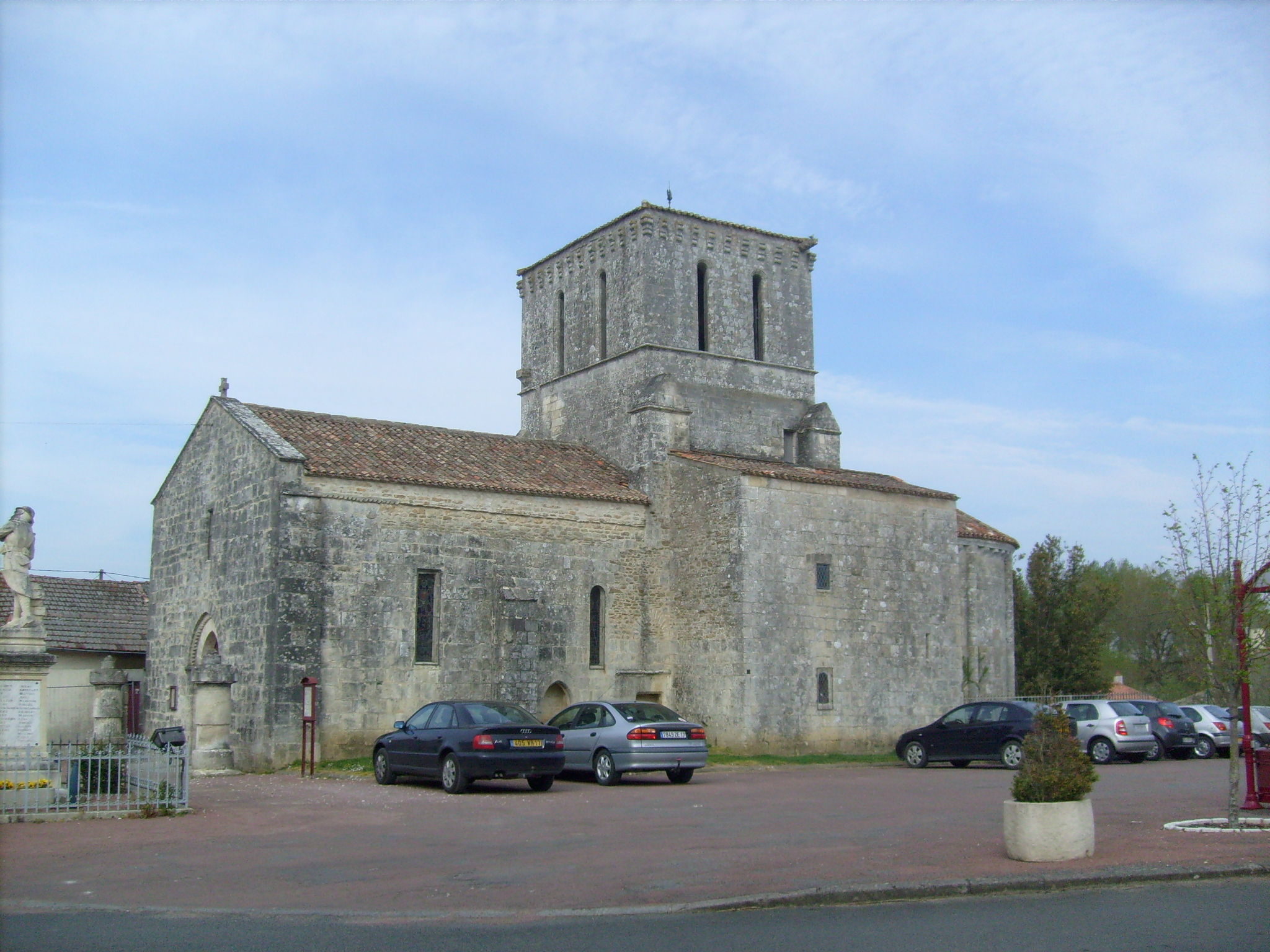
Vue générale.
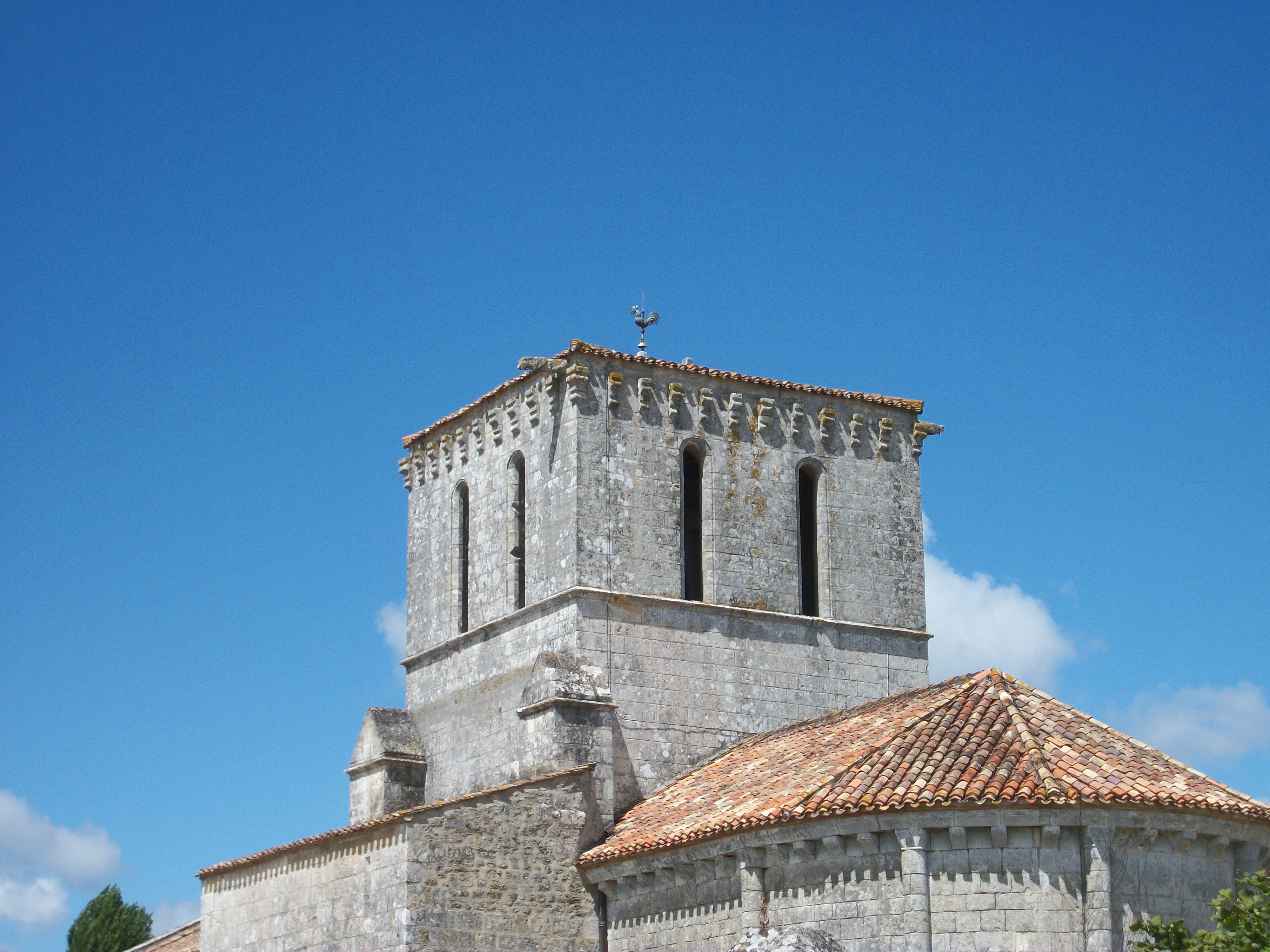
Le clocher.
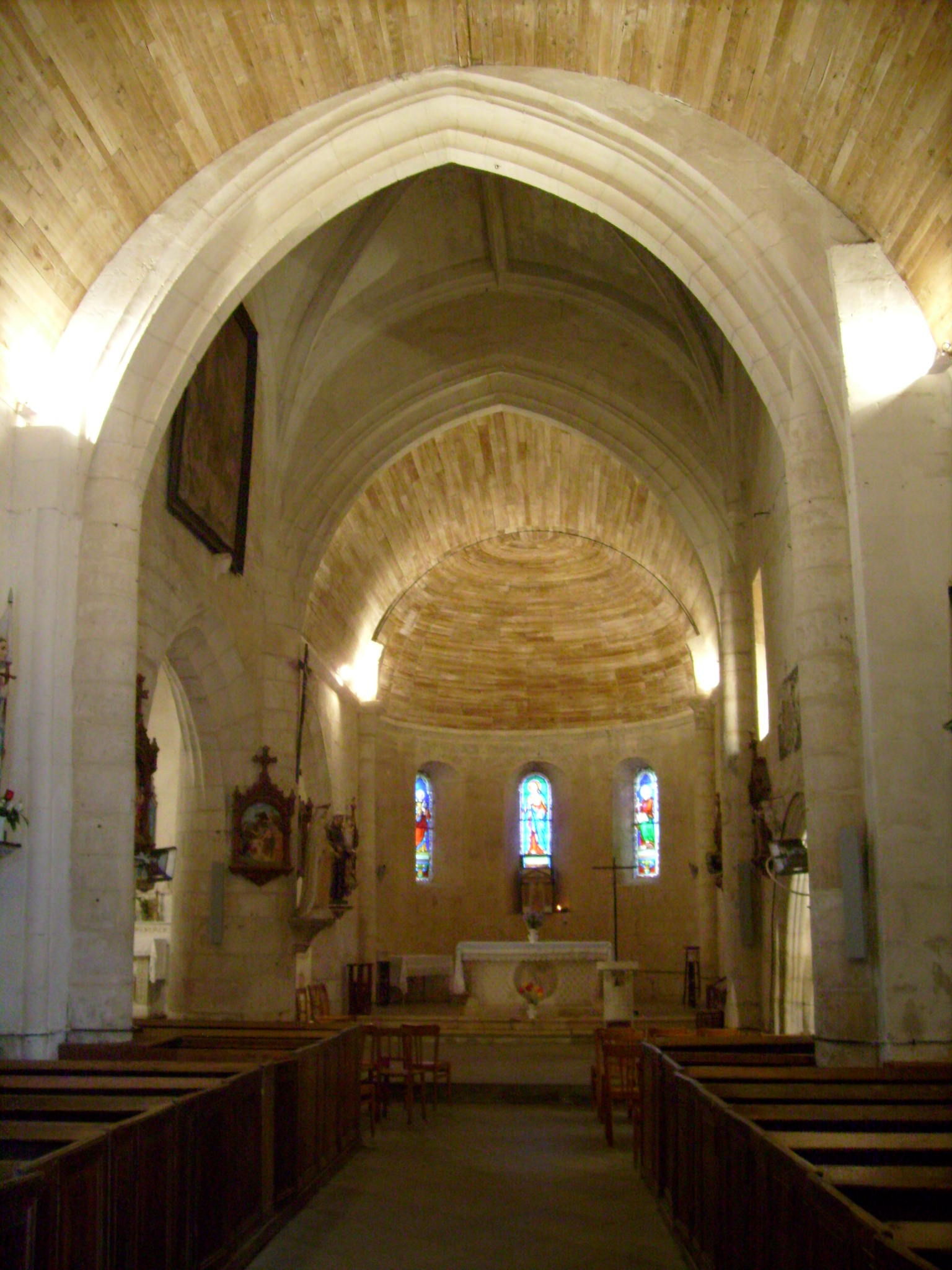
Vue intérieure.